# Tractat de partició
El Tractat de partició (en neerlandès partagetraktaat) és un tractat que la República de les Set Províncies Unides i Felip IV de Castella van concloure el 26 de desembre de 1661 a la Haia.

## Antecedents
En acabar la guerra dels Vuitanta Anys, després de la Pau de Westfàlia el 1648, romanien moltes disputes territorials referent a les províncies meridionals de les antigues Disset Províncies.

## El tractat
El tractat defineix la partició definitiva dels Països enllà del Mosa. El país de Valkenburg i el país de 's-Hertogenrade van passar a la República, el País de Dalhem i el ducat de Limburg es van dividir segons línies força arbitràries amb molts enclavaments i exclavaments. De vegades, la frontera nova passava al mig d'un poble, com era el cas a Beek i Geleen.

## Conseqüències
Aquest tractat no serà pas tan definitiu com semblava. Les fronteres de tota aquesta regió continuaran canviant durant tot el segle xviii. Les fronteres polítiques desapareixeran per un període curt quan en 1795 els Països Baixos austríacs foren annexionats a França i s'apoderaren per sorpresa les Set Províncies Unides on hi establiren un estat satèl·lit denominat la República Bàtava, substituït en 1810 pel Regne d'Holanda. Les fronteres encara canviaran el 1815, el 1830, el 1839, el 1919, el 1940 i per darrera vegada el 1945.